# فینال جام حذفی فوتبال انگلستان ۱۹۵۴
فینال جام حذفی فوتبال انگلستان ۱۹۵۴، رقابت پایانی جام حذفی فوتبال انگلستان در سال ۱۹۵۴ میلادی است که مابین دو تیم باشگاه فوتبال وست برومویچ و باشگاه فوتبال پرستون نورث‌اند در ورزشگاه ومبلی لندن برگزار شده‌است.
این مسابقه که در تاریخ ۱ مه ۱۹۵۴ انجام شده‌است با نتیجه ۳ بر ۲ به سود تیم باشگاه فوتبال وست برومویچ به پایان رسید.